# Millerandage

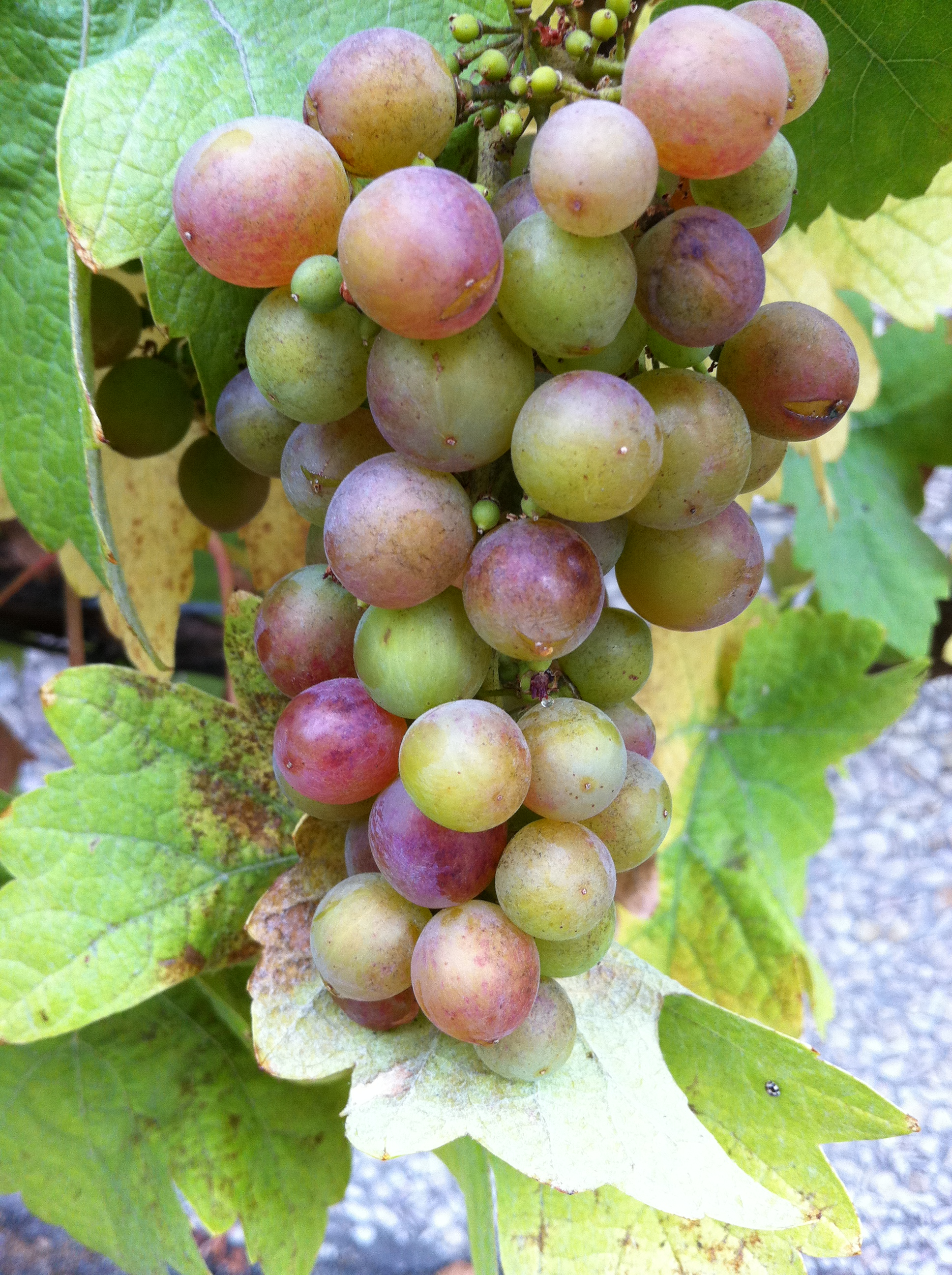
Une grappe de raisin avec des signes de millerandage avec de petites baies immatures éparpillées dans la grappe.

Le millerandage est un défaut de maturation de la vigne aboutissant à un avortement partiel des raisins.
Les grappes arrivent à maturité en présentant des grains de taille très variable et de maturité différente, ce qui compromet la qualité globale de la récolte. Tous les stades existent, de l'avortement pur et simple de la fleur (coulure), jusqu'à la formation pratiquement normale du fruit (grain). Les formes intermédiaires sont des grains qui grossissent plus ou moins et chutent, pour certains. La grappe a un aspect caractéristique avec des grains clairsemés, de toutes dimensions et pour les plus gros, à tous stades de maturité.
Les raisins dits « millerands » ont des grains très petits, en grand nombre, et dépourvus de pépins. 

## Origine
Le millerandage est souvent une conséquence de la coulure liée à de mauvaises conditions climatiques au moment de l'induction florale.
Il peut aussi être dû à une insuffisance en bore.

## Effets secondaires
Le millerandage augmentant la proportion de petites baies, il augmente également la proportion de pellicule par rapport à la pulpe et l’on sait que c’est dans la pellicule que se trouvent la majorité des métabolites secondaires : polyphénols, couleur, arômes actifs lors de la vinification. Les années à millerandage sont donc des années qualitatives. Il a été aussi montré que la teneur en potassium de la baie diminue avec la taille de celle-ci, ce qui est corrélé avec une meilleure tenue du vin au vieillissement. Les années à millerandage conduisent donc vers l’obtention de vins de garde.